# Zellwiller
Zellwiller es una localidad y comuna francesa, situada en el departamento de Bajo Rin de la Región de Gran Este.

## Demografía
| Gráfica de evolución demográfica de Zellwiller entre 2006 y 2018 |
|                                                                  |

Fuentes: INSEE.